# Francisco de los Cobos y Molina

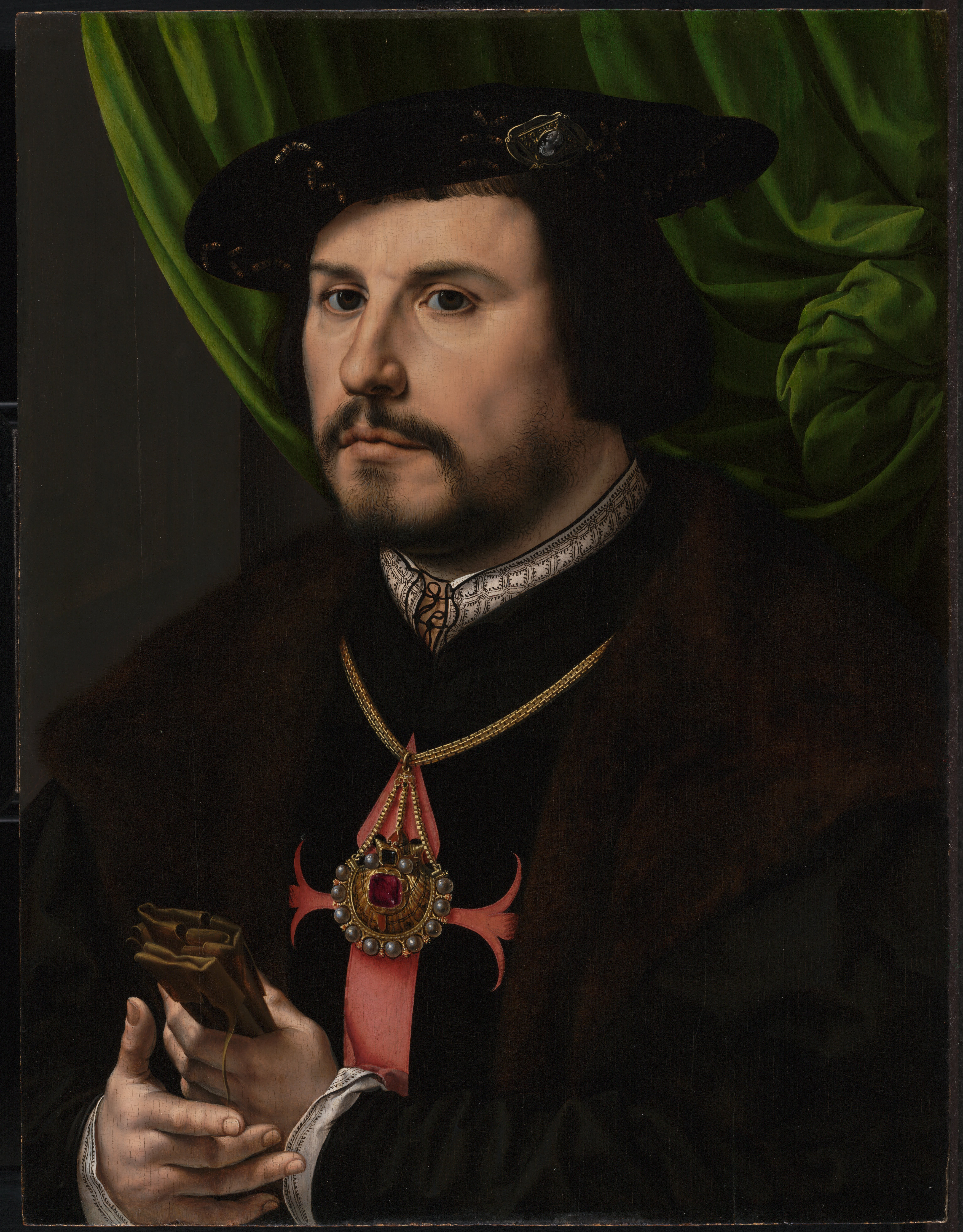
Retrato de Francisco de los Cobos por Jan Gossaert, cerca de 1530

Francisco de los Cobos y Molina (cerca de 1477 - 10 de maio de 1547) foi Secretário de Estado e Comendador do reino de Castela durante o governo do rei Carlos I da Espanha, também conhecido como Imperador Carlos V do Sacro Império Romano-Germânico .

## Dados biográficos
Ele nasceu em Úbeda, por volta de 1477 e faleceu em 10 de maio de 1547, na mesma cidade. Nasceu na família aristocrática, embora economicamente desfavorecida, de Don Pedro Rodríguez de los Cobos. Era filho de Don Diego de los Cobos, regente de Úbeda, e Catalina de Molina.
Em 1522, casou-se com María de Mendoza y Sarmiento, de quatorze anos, filha de Juan Hurtado de Mendoza y María de Sarmiento, 6ª Condessa de Ribadavia. Seus títulos seriam herdados por seu único filho, Diego de los Cobos y Hurtado de Mendoza, (cerca de 1523 – 1575), que posteriormente recebeu do rei Carlos I o título de 1º Marquês de Camarasa, em 18 de fevereiro de 1543.
Sua filha, Maria Sarmiento de Mendoza, casou-se em Valladolid, em 30 de novembro de 1538, com Gonzalo Fernández de Córdoba, Governador do Ducado de Milão entre 1558–1560 e 1563–1564, Cavaleiro da Ordem do Tosão de Ouro desde 1555. Eles não tiveram filhos.
Em 2008, este título pertencia ao duque de Segorbe, Ignacio Medina Fernández de Córdoba y Fernández de Henestrosa.

## Carreira no governo
Sua carreira contou com a ajuda de seu tio, Diego Vela Allide, tesoureiro e secretário da rainha Isabel I de Castela. Mais tarde, em 1503, trabalhou como escriba sob o comando do decano dos secretários da rainha, Hernando de Zafra. Em 1507, após a morte de Zafra, tornou-se primeiro tesoureiro de Granada e depois regente de Úbeda no ano seguinte. Esses cargos tinham direito a arrecadar tributos e pagamentos para a Coroa.
Após a morte do rei Fernando II de Aragão em 1516, Cobos foi encarregado pelo Cardeal Cisneros de viajar para a Flandres governada pelos Habsburgos para se tornar conselheiro do jovem novo monarca, Carlos I de Espanha. Esta provou ser a decisão crucial da sua carreira, pois através do favor de Guillermo de Croy, Senhor de Chièvres, tornou-se secretário do rei. Ele aconselhou Carlos em assuntos relacionados à parte espanhola de seus domínios e emergiu como rival do grão-chanceler Mercurino Gattinara. A queda de Gattinara em 1528 confirmou a vitória de Cobos e levou à sua assunção da liderança do Conselho de Estado. Depois de viajar com Carlos de 1529 a 1533, a experiência de Cobos em questões financeiras manteve-o na Espanha, onde serviu como chefe de governo efetivo até sua morte.

## Patrocínio das artes

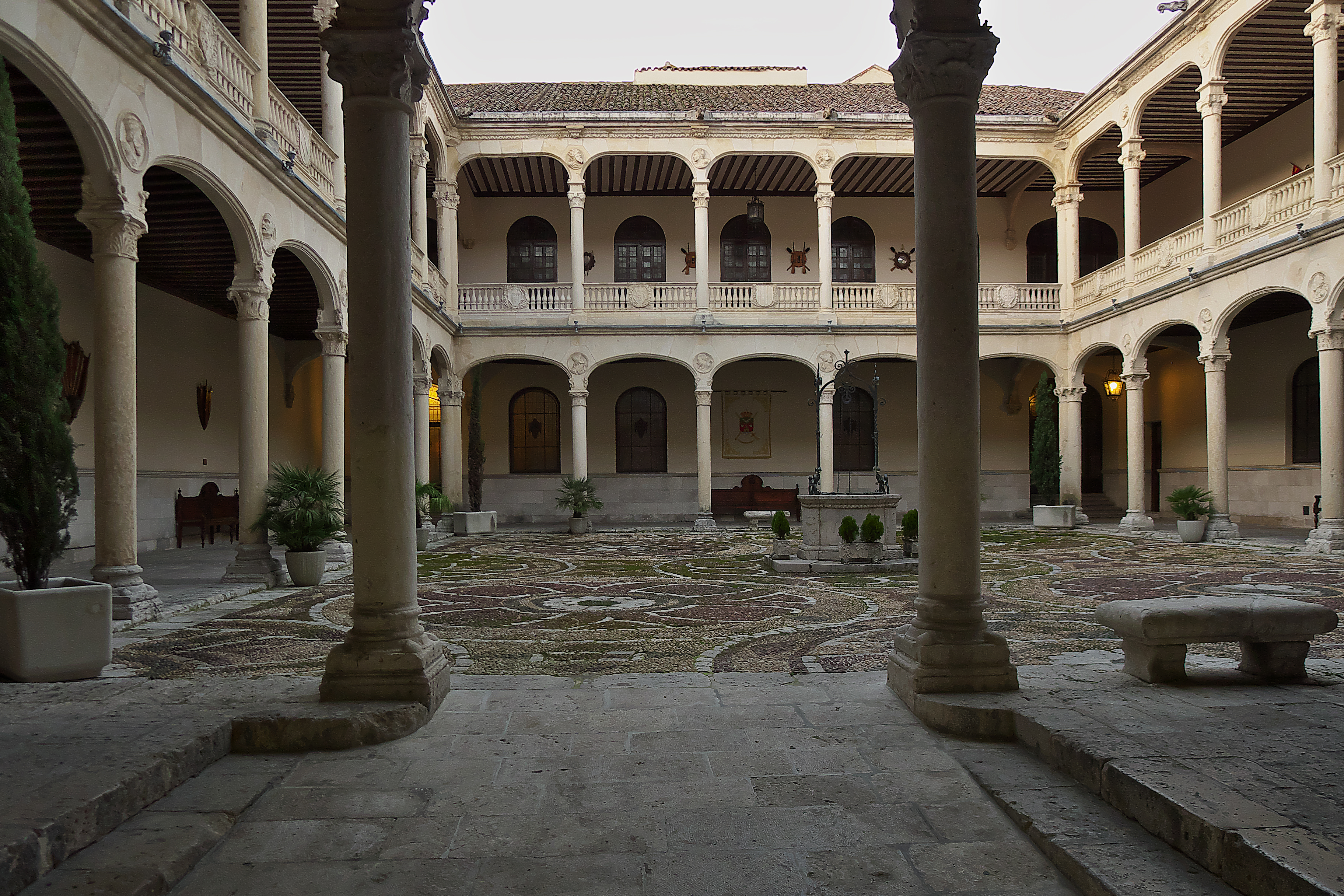
Palácio de Francisco de los Cobos em Valladolid

Cobos conseguiu acumular vastas riquezas em seu trabalho com o Estado. Ele foi capaz de usar algumas de suas riquezas para promover o patrocínio e adquirir arte. Ele conheceu Ticiano e providenciou o retrato do imperador Carlos V, feito pelo famoso artista veneziano. Uma nota triste foi a perda, durante um naufrágio, de um grande conjunto de obras italianas, incluindo uma Pietá de Sebastiano del Piombo e uma série de pinturas da Câmara Municipal de Luca.
Além disso, ele colecionou retratos da realeza e da nobreza, bem como presentes exóticos trazidos para a Espanha após a conquista dos astecas e incas. Ele é conhecido por ter dado um manuscrito asteca, agora perdido, encadernado em pele de onça, ao historiador Paolo Giovio em Nápoles. O seu patrocínio também deu origem à arquitetura renascentista italiana que se encontra no centro da cidade de Úbeda. O Palácio Real de Valladolid foi construído por Cobos, que o construiu em torno de um magnífico pátio de estilo renascentista próximo da residência dos seus sogros (Palácio dos Condes de Ribadavia). O palácio mais tarde tornou-se a residência temporária do monarca espanhol, desde o rei Carlos I até a rainha Isabel II.